# 毛瑟Kar98k步槍

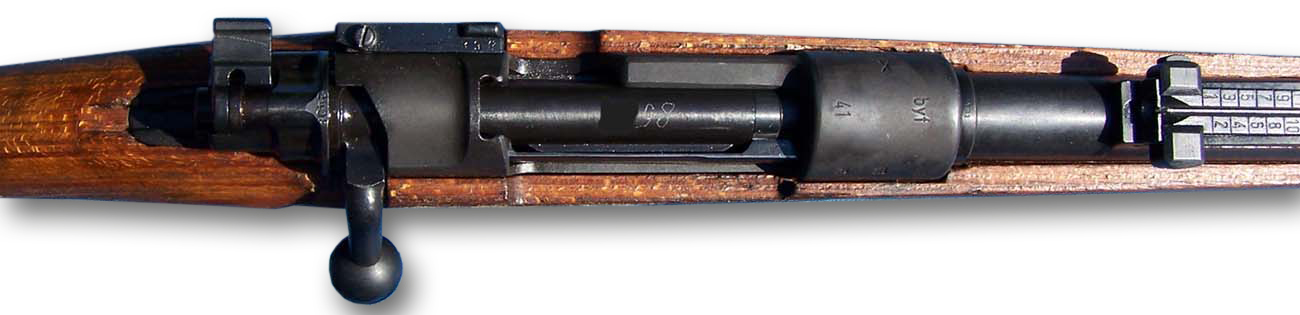
Kar 98k的槍機頂部。

毛瑟1898年型短卡賓槍（Karabiner 98k，簡稱Kar98k或K98k），由Gew 98步枪改進演变而成，是第二次世界大戰時期，納粹德國軍隊裝備的制式手動步槍。

## 原型
1898年，毛瑟槍廠研製的7.92毫米口徑毛瑟M1898步槍成為德國陸軍制式步槍，德國陸軍命名為Gewehr 98（簡稱：G98）。從此開始了「毛瑟98系列步槍」近50年的時間裡作為德軍制式裝備的歷史。在第一次和第二次世界大戰中被配發給大部分德國步兵，在兩次大戰中證明了它的高可靠性，亦成為槍械歷史上的經典。世界各國仿造的更是不計其數，大部分手動步槍幾乎都是根據它的閉鎖機構設計改良而成。

## 演變
在兩次世界大戰期間Gew 98步槍進行了多次改良，还包括在比利時、捷克斯洛伐克（例如捷克Vz.24步枪）等國家特許生產長度縮短的多種變型槍。1924年毛瑟公司推出了一種「標準型步槍」，在Gew98步槍的基礎上將槍管縮短為600毫米，全槍長度由1.25米縮短為1.11米，採用新的瞄準具。这种枪最初称为民用型，主要是为绕过当时凡尔赛条约对德国生产武器进行的约束。德国军方对标准型步枪进行了射击测试。事實上這種毛瑟标准型步枪採購數量有限，鮮為人知。中華民國於1935年以「標準型步槍」為基礎，製造了中正式步槍（中正式步槍是國民政府部隊装备的第一種制式步槍，並成為抗日戰爭時期國軍装备的主要步兵武器之一）。後來經過改進的毛瑟标准型步枪被德國郵政部、海關、鐵路局等準軍事組織採用。

## 設計及歷史

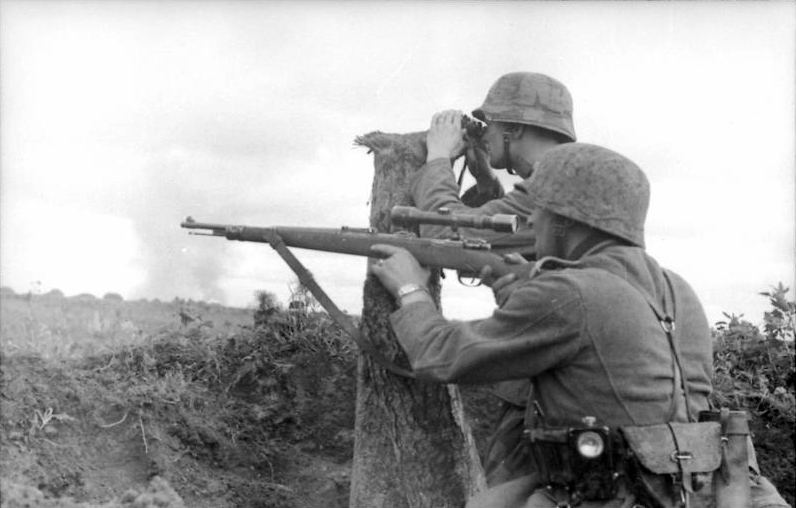
德軍的狙擊兵使用裝有Zeiss ZF42 4倍瞄準鏡的Kar98k

20世紀30年代，德國重整軍備，根据毛瑟公司由Gew.98步枪衍生型於1923年研發的Kar.98b卡賓槍（虽然称呼“卡宾枪”，但它与Gew.98相同为740mm枪管長度，改下弯式拉机柄）的槍管缩短到与1924年毛瑟公司推出的标准型步枪同样的600mm，并由德国陆军进行测试，最终被德國國防軍作為制式步槍，命名為Karabiner 98k（簡稱：Kar98k或者K98k），尾部的k解為「kurz」的縮寫（德文意為「短」）。於1935年正式投產。稱為卡賓槍只是相對Gew.98步枪以及Kar.98b卡宾枪縮短了，相對卡賓槍其長度還是過長。。
Kar98k繼承了毛瑟98系列步槍經典的毛瑟式旋轉後拉式槍機，槍機尾部是保險裝置。子彈呈雙排交錯排列的內置式彈倉，使用5發彈夾裝填子彈，子彈通過機匣上方壓入彈倉，亦可單發裝填。拉機柄由直形的改為下彎式，便於攜行和安裝瞄准镜。Kar98k步槍成為納粹德國軍隊在第二次世界大戰中期間使用最廣泛的步槍，亦是一種可靠而準確的步槍。
Kar98k在戰爭期間為了滿足軍隊裝備步槍數量的需求，縮減成本，經過多次簡化生產工藝的設計更改，簡化木製槍托，部分零部件製造與安裝採用沖壓、銲接工藝。1944年當年的年產量達到歷史高峰。戰爭後期納粹德國面臨戰敗物資匱乏，步槍的製作越發簡陋，品質也每況愈下。
多用途是Kar98k步槍服役期限如此之廣泛的原因之一。Kar98k射擊精度高，在加裝4倍、6倍光學瞄準鏡後，可作為一種優秀的狙擊步槍投入使用。Kar98k狙擊步槍共生產了近13萬支並裝備部隊，還有相當多精度較好的Kar98k被挑選出來改裝成狙擊步槍，配備的瞄準鏡和鏡架形式有：ZF-39 4X瞄準鏡，ZF-41 1.5X瞄準鏡，ZF-42 4X瞄準鏡。Kar98k更可以加裝槍榴彈發射器以發射槍榴彈。
儘管Kar98k性能優異，但是隨著戰場上的對手裝備半自動步槍（蘇軍SVT-40步槍、美軍M1加蘭德步槍），德國人認識到這種手動步槍已經過時了，相繼推出了Gew 43步槍、StG44突擊步槍，但是它們的產量及出現時間無法替代Kar98k，Kar98k一直生產到納粹德國戰敗投降。

## 使用及裝備

### 第二次世界大戰
納粹德軍在二戰期間廣泛地裝備毛瑟Kar98k，在所有德軍參戰的戰區如歐洲、北非、蘇聯、芬蘭及挪威皆可見其蹤影，當時德軍士兵暱稱為，在歐洲的反抗軍亦時常採用擄獲的Kar98k，連蘇聯紅軍亦有採用Kar98k及其他捕獲的德軍槍械。蘇聯在二戰初期因為蘇德互不侵犯條約時購買了版權及生產機器，所以亦有生產Kar98k，但其後因要提高戰場彈藥通用性及供應補給問題，改為生產莫辛-納甘步槍。
除了歐洲以外，中華民國在第二次中日戰爭爆發後為了補充大量損失的軍火因此向德國訂購了數萬把Kar98k，可是由於德國方面為了擴軍產能也到達極限，沒有多餘軍火可以販售，因此將生產不合規格標準的Kar98k販售給中華民國政府。

### 第二次世界大戰後

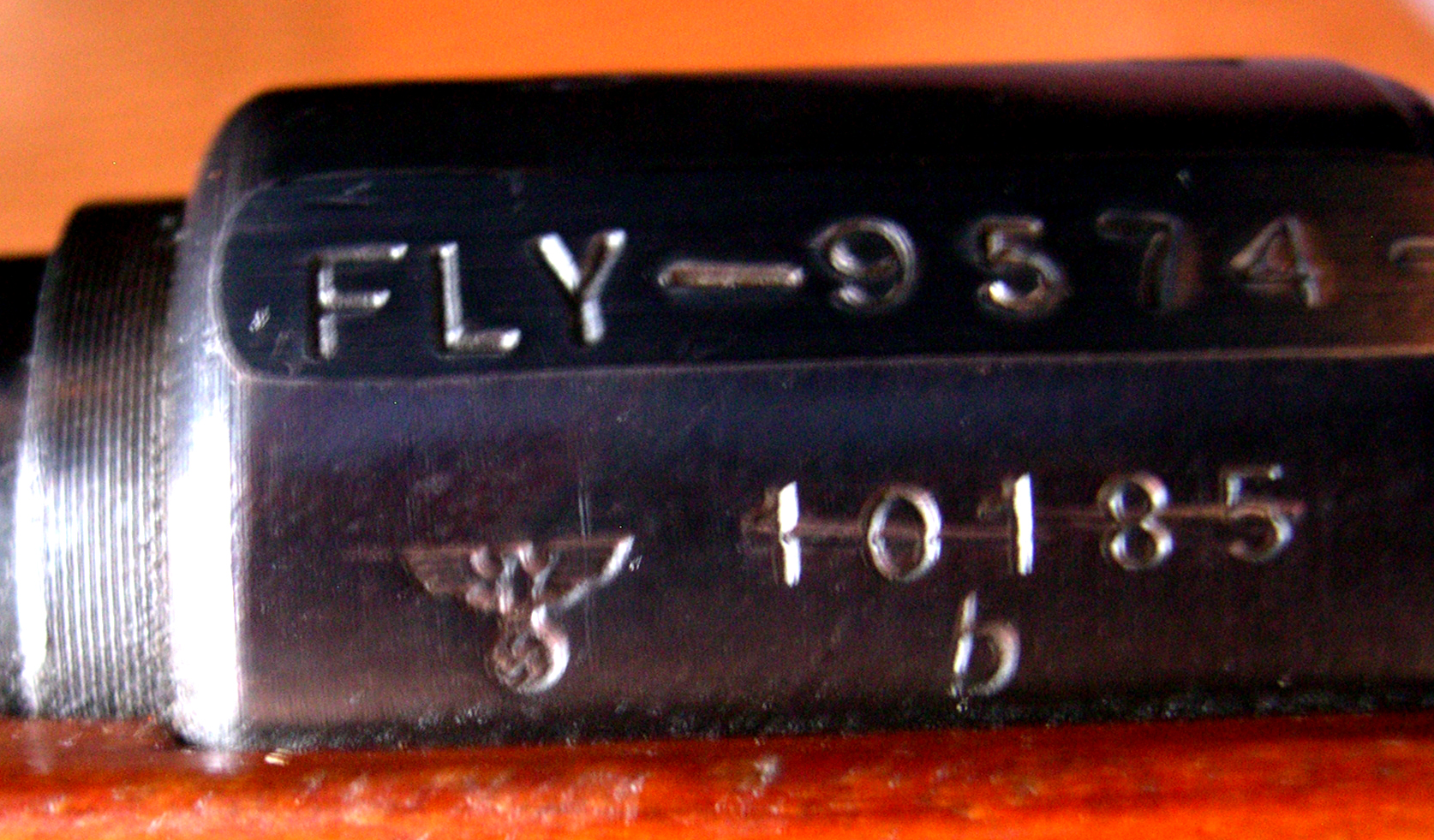
刻印有德國帝國鷹國徽標誌的Kar98k。

二戰後，各戰勝國軍隊大量獲得戰敗國的各种軍備，蘇聯從中獲得了近百萬把德軍的Kar98k並在1940年代後期至1950年代早期加以改裝及使用。
冷戰初期，莫斯科為了取得其他共產地區的信任而又無需採用其現役槍械，他們把大部份Kar98k送往多個共產主義國家及地區作免費軍備支援品。正因如此，越戰期間北越及越南南方民族解放陣線的軍隊亦有裝備（一部份為法國軍隊戰敗時留下），美軍及南越部隊皆有報告發現戰場上有Kar98k。
另一方面，二戰後多個曾被佔領及入侵的歐洲國家以納粹德軍的Kar98k作制式步槍，如法國及挪威，多國廠商如比利時的Fabrique Nationale、南斯拉夫塞爾維亞克拉古耶瓦茨的扎斯塔瓦武器公司（1945年後生產，名為M48）及捷克斯洛伐克的Česká Zbrojovka（廠方名為P-18、捷克斯洛伐克軍方名為）亦有生產，羅馬尼亞愛國護衛隊採用捷克斯洛伐克的制的版本，後來改用AKM。在1950年至1965年間，Zastava仿制版名為M48毛瑟步槍，M48比原裝Kar98k的槍機較短。南斯拉夫亦在1950年代至1960年代間售賣了大量M48往阿爾及利亞、埃及及伊朗，近年其他剩餘的M48又賣給了美國、澳大利亞及加拿大。
伊朗沒有採用過德國原廠毛瑟Kar98k，反而採用捷克斯洛伐克制的vz.24（Gew98的短枪管仿制版）作伊朗共和軍制式步槍，名為「布爾諾」（Brno），名稱沿自原產vz.24的捷克共和國城市布爾諾。

### 以色列的毛瑟Kar98k
部份歐洲以外的國家亦有採用Kar98k，如1940年代後期為了建國的以色列人，他們的Kar98k一直服役至1970年代。大量在巴勒斯坦的猶太人組織從戰後歐洲地區取得Kar98k來對抗阿拉伯人的進攻及用於伏擊駐巴勒斯坦的英軍部隊，包括1948年1月14日從捷克斯洛伐克運往以色列的34,500把P-18步槍及50,400,000發彈藥，當中哈加纳（Haganah，中文解為防禦）是其中一個擁有大量Kar98k及李-恩菲爾德步槍的巴勒斯坦猶太人組織。而當時用於建國的以色列Kar98k現在成為了收藏家的珍品。
以色列的毛瑟Kar98k與德國原廠的有所不同，分別在於原有印在機匣頂部的德文納粹德國兵器局（Waffenamt）標誌被清除，改為印上希伯來文的以色列國防軍標誌以避免勾起納粹德國對以色列人傷害的記憶，在1948年立國後，印有以色列國防軍標誌的Kar98k由比利時Fabrique Nationale生產並賣給以色列。在1950年代後期，以色列國防軍在1958年裝備FN FAL後，把他們的Kar98k由原來7.92×57毫米口徑改為北約7.62×51毫米口徑，部份更改用櫸木槍托。在1960年代至1970年代，六日戰爭至贖罪日戰爭期間以色列軍隊的供應線部隊及補給部隊仍然裝備Kar98k。
在以色列的Kar98k從軍中退役後，在1970年代至1980年代，他們把Kar98k賣給拉丁美洲國家及世界各地的民間市場。

### 现代

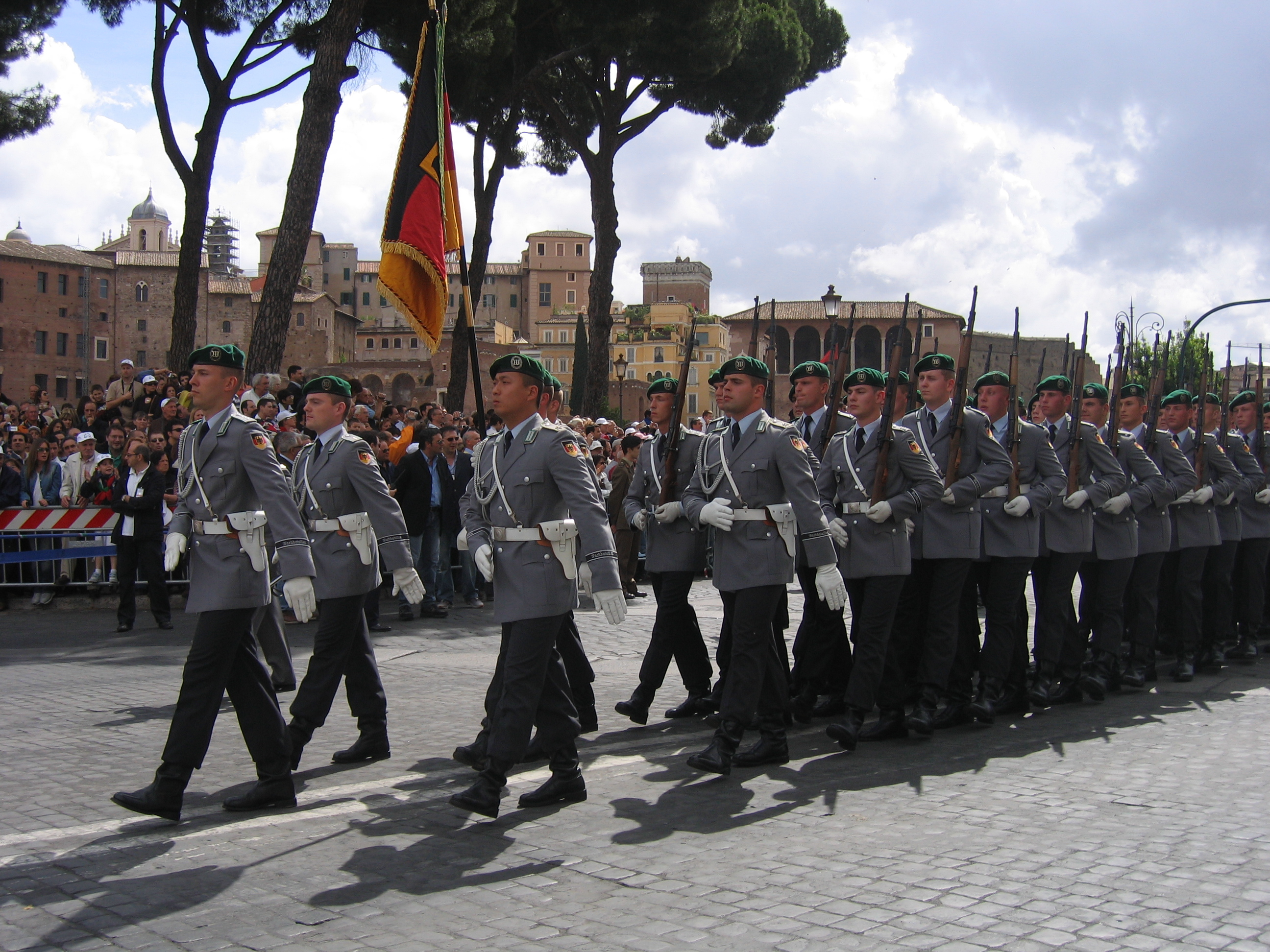
這是2007年德國聯邦國防軍閱兵時，士兵們手持的Kar98k步槍

在二戰時期被德軍使用過的Kar98k現在成為世界各地收藏家的珍品，亦是民間射擊活動中一种非常普遍的步槍，大部份保留了當時的7.92毫米口徑（又名「8毫米毛瑟彈」），亦有小量被改成現在流行的7.62×51mm NATO或.308 Winchester口俓。
德國聯邦國防部警卫营至今仍然使用Kar98k作閱兵典禮及表演，而現在仍有不少的第三世界國家以Kar98k作步兵武器裝備。
在1990年代，南斯拉夫內戰中，波士尼亞戰區亦有出現Kar98k、M48及M48A（包括加裝瞄準鏡的狙擊版本）。在2003年，美軍在伊拉克武裝分子手上發現不少7.92毫米口俓加裝瞄準鏡的Kar98k。
在2005年，俄羅斯在二戰及戰後捕獲的大批Kar98k被重新送到美國及加拿大民間市場作「軍用剩餘品」出售。
在2011年利比亞內戰中亦有被反卡扎菲部隊採用。

### 民用版本

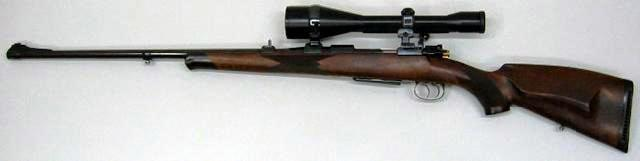
加裝瞄準鏡的儒格M77步槍，Kar98k的眾多民用改型之一。

現在各國民間市場上流行的Kar98k常被加裝瞄準鏡及改裝成多種口俓，如6.5 x 55 Swedish Mauser、7 x 57、7 x 64、.270 Winchester、.308 Winchester、.30-06 Springfield等，甚至罕見的6.5 x 68、8 x 68 S及9.3 x 64。

## 使用國

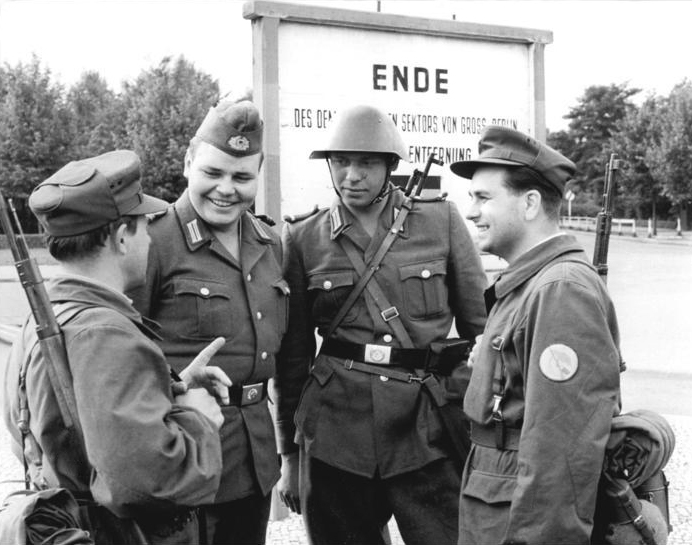
直到1961年，東德仍有裝備Kar98k

- 阿富汗
- 阿尔及利亚
- 阿根廷
- 比利时
  - 比利時國防軍
- 巴西
- 柬埔寨
- 加拿大
- 刚果共和国
- 刚果民主共和国
- 中華民國
  - 國民革命軍：少量Kar98k連同标准型毛瑟步枪以及捷克斯洛伐克仿制版vz.24，都曾在抗日戰爭及國共內戰時期廣泛使用。
  - 中華民國國軍
- 中华人民共和国
  - 中國人民志願軍：韓戰時使用。
- 古巴
- 捷克斯洛伐克：
  - 捷克斯洛伐克人民軍：由生產，後來被vz. 58突擊步槍所取代。
- 丹麦
- 埃及
- 衣索比亞：二戰期間繳獲自軸心國部隊。
- 爱沙尼亚
- 芬兰
  - 芬蘭國防軍
- 法國
  - 法國武裝部隊：來自戰敗的納粹德國，曾於法越戰爭期間使用。
- 德意志國
  - 德意志國防軍：於1935年成為制式步槍，取代了Gewehr 98步槍。
  - 武裝黨衛軍
  - 秩序警察
  - 黨衛隊保安處
  - 希特拉青年團
  - 人民衝鋒隊
- 东德：使用部份由蘇聯提供及繼承自納粹德國的Kar98k，直至被當地生產的AK步槍所取代。
  - 國家人民軍
  - 德國人民警察
  - 工人階級戰鬥隊
- 德意志聯邦共和國
  - 德國聯邦國防軍：繼承自納粹德國，後來被FN FAL及HK G3所取代。部份則保留作儀仗槍使用至兩德統一後的今天。
- 印度尼西亞：繳獲自荷蘭軍隊。
- 伊朗帝國
  - 伊朗帝國軍
- 伊朗伊斯蘭共和國
- 伊拉克
- 以色列
  - 以色列國防軍：從1948年起裝備至1970年代。
- 日本
  - 日本軍：1938年引進50,000枝，命名為“毛式步槍”（モ式小銃）。
- 利比亞
  - 國民解放軍：在2011年利比亞內戰中被發現有限使用。
- 盧森堡
  - 大公國民警衛隊：曾在1945年採用繳獲的Kar98k，但在同年被加拿大製羅斯步槍（英语：Ross Rifle）所取代。
- 墨西哥
- 也门王国
- 緬甸
- 荷蘭
- 挪威
  - 挪威國防軍
- 巴拿马
- 巴基斯坦
- 菲律賓
- 波蘭
- 葡萄牙
- 罗马尼亚王国
- 羅馬尼亞
  - 愛國衛隊：曾裝備捷克斯洛伐克生產的Kar98k，後來被AKM所取代。
- 圣马力诺
  - 要塞衛隊（英语：Military of San Marino）
- 塞爾維亞
- 斯洛伐克
- 苏联
  - 蘇聯紅軍：於二戰期間從德軍手上繳獲了數量眾多的Kar98k，在戰後蘇聯政府開始把這些過時的繳獲武器輸送到多個第三世界及東方陣營國家作軍事援助。
- 瑞典
  - 瑞典國防軍：曾於1939年進口五千枝。
- 叙利亚
- 泰國
- 土耳其
- 乌克兰
- 梵蒂冈
  - 瑞士近衛隊
- 委內瑞拉
- 南越
- 越南
  - 越南人民軍：由蘇聯提供及來自法越戰爭時法軍遺留物資。曾在越戰期間使用。
- 南斯拉夫社會主義聯邦共和國
  - 南斯拉夫人民軍：包括在當地生產的M48及M48A仿製型，在內戰時期仍有出現。

## 流行文化
作為德意志國防軍的制式武器，常在以第二次世界大戰為背景的作品中的德軍手中出現。而在有關第一次世界大戰的作品中，Kar98k也常作為Gew 98步槍的替代品登場。

### 電視劇
- 《CSI犯罪現場》：第12季第九集登場。
- 《失蹤現場》
- 《勇士們》
- 《諾曼第大空降》

### 電影
- ：登場於和之中，由德軍士兵所使用。
- 《X戰警：金鋼狼》
- 《勝利大逃亡》
- ：由科尼希少校所使用。
- ：登場的德軍士兵所使用。
- ：德意志國防軍士兵與武裝親衛隊所使用，武裝親衛隊的狙擊手更依此重創了「戰爸」上士。
- ：德意志國防軍士兵與武裝親衛隊所使用，德軍狙擊手有使用草對槍身進行偽裝，並搭配上狙擊用瞄準鏡。

### 動畫、漫畫
- 《人狼 JIN-ROH》（動畫電影）
- 《Hellsing》：千禧年大隊的士兵所使用，有裝上刺刀。
- 《紅豬》：空賊集團「曼馬由特隊」所使用。
- 《巴爾札的軍靴》：懷森王國陸軍的裝備。
- 《心之圖書館》：動畫版第11話登場。
- 《人類衰退之後》
- 《空·之·音》：第1121小隊內被分配到四把。
- 《霍爾的移動城堡》（動畫電影）
- 《非戰特攻隊》：帝國軍的裝備。
- 《企業傭兵》
- 《危險調查員》：最終話，於羅馬尼亞的村莊由奇頓等人用來對抗敵人。
- 《鋼之鍊金術師》：亞美斯多利斯軍部東方司令部總司令馬斯坦古上校的輔助官兼侍衛長莉莎·霍克愛中尉曾多次使用（但軍部的制式步槍其實是M14自動步槍與儒格Mini-14半自動步槍）。
- 《呆萌蠢戰線 -魔女瓦西卡的戰爭（日语：靴ずれ戦線 -魔女ワーシェンカの戦争-）》：普遍被納粹德國士兵使用。
- 《幼女戰記》：帝國軍士兵的標準裝備。
- 《魯邦三世 次元大介的墓碑》：次元大介安裝上瞄準鏡後當作狙擊槍使用。（動畫電影）

### 電子遊戲
- 《戰地風雲系列》
  - 《戰地風雲1942》：除了作為德軍士兵的基本裝備外，還能在玩家扮演德軍或日軍時使用。於兩款資料片「羅馬之路」、「秘密武器」中也有登場。
  - 《戰地風雲1943》：作為日本海軍偵查兵的裝備出現，被命名為「九八式狙擊銃」。
  - 《戰地風雲5》：為標準型和狙擊型（加裝瞄準鏡時），戰爭故事中由德意志國防軍所使用，在聯機模式則可由所有陣營的偵察兵所使用。
  - 《戰地風雲2042》：作為戰地風雲入口的武器登場。
- 《戰地之王》
- 《德軍總部系列》
- 《決勝時刻系列》
  - 《決勝時刻》：由德意志國防軍所使用。
  - 《決勝時刻：聯合行動》：由德意志國防軍所使用。
  - 《決勝時刻2》：由德意志國防軍所使用。
  - 《決勝時刻3》：由德意志國防軍所使用。
  - 《決勝時刻：戰爭世界》：為標準型和狙擊型（加裝瞄準鏡時）。戰役模式中由德意志國防軍與武裝親衛隊所使用，在聯機模式則可由所有陣營使用。
  - 《決勝時刻：黑色行動》：為標準型和狙擊型（加裝瞄準鏡時）。僅於殭屍模式登場。
  - 《決勝時刻：二戰》：預設為狙擊型，可改用“機械瞄具”改裝為標準型，奇怪地加裝瞄準鏡後仍可使用橋夾供彈。戰役模式中由德意志國防軍所使用，在聯機模式則可由所有陣營使用。
  - 《決勝時刻：現代戰爭》：為標準型和狙擊型（加裝狙擊鏡時）。聯機模式及現代戰域中歸類為精確射手步槍。
  - 《決勝時刻：先鋒》：為標準型和狙擊型，命名為“KAR98K”。
  - 《決勝時刻：現代戰爭III》：為標準型和狙擊型（加裝狙擊鏡時），配備黑色塑膠槍身。歸類為精確射手步槍。
  - 《決勝時刻: Mobile》：被歸類為射手步槍，以「Kilo Bolt-Action」的名字登場。
- 《榮耀戰場系列》
- 《榮譽勳章系列》
- 《越南大戰系列》
- 《絕地求生》：遊戲中改為可裝填7.62×54mmR步槍子彈（這其實是莫辛-納甘步槍所使用的步槍子彈）的步槍。可裝備配件：全息瞄準器、紅點瞄準器、2、3、4、6、8倍瞄準器、子彈袋、墊腮片、槍口消焰、補償、消音器。
- 《少女前線》：遊戲中五星槍，又名「德皇」，身為遊戲主要看板娘，但因技能完全不實用而被遊戲粉絲們冠上「無用的看板娘」的惡稱。
- 《英雄與將軍》
- 《荒野行動》
- 《狙擊之神2》：初回版的特典，以Karabiner 98k的名稱登場。
- 《鋼鐵前線：解放1944》
- 《鋼鐵雄心4》：以兵模方式登場。
- 《決勝之日》
- 《決勝之日：次世代》
- 《恥辱之日》
- 《赤色交響樂隊》系列
- 《蔚藍檔案》：銀鏡伊織的固有武器「Crack Shot」原型。
- 《應徵入伍》：步兵通用武器，德國-義大利陣營使用，在遊戲中為Kar98k、Kar98k戰前型、Kar98k戰爭型。

## 註解
1. ↑  雖然被稱為卡賓槍，但Kar.98b卡賓槍並不是一款真正意義上的卡賓槍，其名稱用以符合只許德國生產卡賓槍的凡爾賽條約。